# Ponori Thewrewk Emil
Ponori Thewrewk Emil (Pozsony, 1838. február 10. – Budapest, 1917. február 23.) magyar klasszika-filológus, a görög és latin költészet kimagasló műfordítója, Ábel Jenővel együtt a modern magyar klasszika-filológia megteremtője. Az 1874-ben megalapított Budapesti Philologiai Társaság alapítója és elnöke.
Itt fekszünk, vándor, vidd hírül a spártaiaknak: / Megcselekedtük, amit megkövetelt a haza.
A fenti idézet Szimónidész epigrammájának magyar fordítása. A sírvers a Thermopülai-nál elesett spártai katonák emlékére íródott, görög nyelvből fordította Ponori Thewrewk Emil, aki ezzel a tettével örökre emlékezetessé tette a magyar irodalomszeretők számára.

## Családja
Ponori Thewrewk József és bártfai Ax Magdolna fia, Ponori Thewrewk Árpád bátyja, Ponori Thewrewk István apja.

## Életpályája

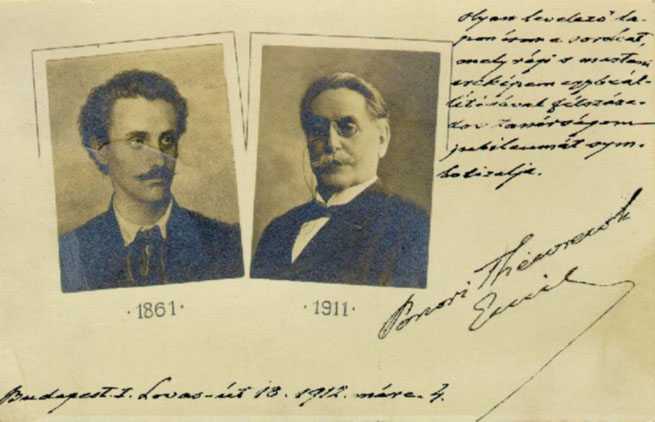
Ponori Thewrewk Emil kettős arcképe. A felírat:
Olyan képeslapon írom e sorokat, amely régi és mostani arcképem egybeállításával félszázados tanárságom jubileumát szimbolizálja.-Ponori Thewrewk Emil'

Középiskolai tanulmányait Pozsonyban, majd Pesten a Piarista Gimnáziumban végezte, ahol 1857-ben érettségizett. Ezután a Pesti Egyetemre iratkozott be, ahol két évig tanult, Télfy és Halder voltak a tanárai. 1859-ben grazi ösztöndíjjal külföldre ment tanulni, Tangel és Max Theodor von Karajan előadásaira iratkozott be és emellett összehasonlító nyelvészettel is foglalkozott. Nyelvészeti tanulmányai olyan sikeresek voltak, hogy meghívták az európai hírű Karl Weinhold szemináriumába és egy ideig ő vezette az Ulfilas-féle bibliafordításra vonatkozó előadásokat.
Grazból Bécsbe ment tanulni, ahol nyelvészeti szaktanulmányait Hermann Bonitz, Johannes Vahlen és Emanuel Hoffmann vezetése alatt fejezte be.
Tanári működését a budai egyetemi főgimnáziumban kezdte. 1872-ben a Királyi József Műegyetem hívta meg a magyar nyelv és irodalom tanszékére, miután ezt nem fogadta el, 1874. március 10-én a berlini filológiai társaság megválasztotta tagjának. Ugyanebben az  évben a Budapesti Tudományegyetemhez nevezték ki a klasszika filológia rendkívüli tanárává és 1877 után ugyanezen szaknak rendes tanáraként működik. Ebben a pozícióban nagy teljesítményt fejtett ki a klasszika filológiának Magyarországon való fellendítésében. 1874. augusztus 8-án megalapította a budapesti filológiai társaságot, melynek előbb elnöke, majd tiszteleti elnöke lett. Megalapította, és hosszú ideig szerkesztette az Egyetemes Philologiai Közlönyt. A Magyar Tudományos Akadémia 1872. május 24-én választotta levelező tagjának (1884. június 5-én lett rendes tag és 1906. március 23-án tiszteleti tag). A Kisfaludy-Társaságnak 1885-től rendes tagja, a Magyar Néprajzi Társaság választmányi tagja és még több hazai és külföldi tudományos társulatnak tiszteleti, illetve rendes tagja. 1893-ban József főherceg képviseletében ő vezette a magyar filológusokat a bécsi vándorgyűlésre, melynek tudósai előtt beszámolt Festus-tanulmányainak eredményéről. Az 1899–1900-es tanévre a budapesti egyetem rektorává választotta. 1899 novemberében a Mensa Academica-ra 200 koronát adományozott. A budapesti filológiai társaság alapításának 25. évfordulója alkalmából 1900 januárjában, őt, mint a társaság alapítóját és negyedszázados elnökét ünnepelte és az Egyetemes Philológiai Közlöny 1900. évi első ünnepi füzetét neki szentelte. 1901-ben megkapta a magyar királyi udvari tanácsosi címet.

## Munkái
- Ponori Thewrewk Emil Nyelvgyakorlatai. Pozsony, (1848).
- Józsa, költemények, Pozsony, (1862), (A költő arcképével).
- Homérosz-Iliász, Iskolák számára magyarázta. I. ének, Pozsony, (1862).
- P. Vergilii Maronis Aeneidos liber II. Iskolák számára magyarázta. Ex Ribbecki recensione recegnovit et perpetua annotatione illustravit, Pozsony, (1863).
- Homérosz-Iliász. Műfordítás VI. ének. Pozsony, (1865).
- Homérosz-Iliász. Iskolák számára magyarázta. VI. ének, Pozsony, (1865).
- A hang mint műanyag. Költészet-zenészeti értekezés a magyar zene eredeti magyar voltának bebizonyításával. Pest, (1866) Online
- A hang, mint műanyag - Válogatott zenészeti, költészeti és nyelvészeti tanulmányok, Ráció Kiadó Kft., 2008. Utánnyomás, ISBN 9789638798404
- A budapesti tanári egylet tantervi bizottságának munkálata. Szerkesztette Ponori Thewrewk Emil, Pozsony, (1867).
- Római és görög pénzszámítás, Pozsony, (1868).
- A nyelvészet mint természettudomány, Pozsony, (1869)
- A nyelv optikája, Pozsony, (1870)
- Cornelius Tacitus Germaniája. Ponori Thewrewk Emil magyarázatában, Pozsony, (1871).
- A gyermeknyelvről, Pozsony, Tanulmány, (1871).
- A helyes magyarság elvei, Pozsony, (1873), (A Marczibányi díjjal jutalmazott pályamű.)
- Codex Festi Breviati Corvinianus, Budapest, (1878). (Külön nyomtatvány a Nyelvtudományi Közleményekből).
- Aristophanes vígjátékai, Fordította Arany János, sajtó alá rendezte Ponori Thewrewk Emil, Aristophanes életrajzával, az egyes darabokhoz való bevezetésekkel s az egész fordításhoz való glossariummal ellátta, Budapest, (1880).
- Sajtó alá rendezte, bevezetővel és bibliográfiával ellátta, József főherceg Cigány nyelvtan (1888) című könyvét.
- Sexti Pompei Festi de uerborum significatu quae supersunt cum Pauli epitome, Pars I (Budapest, 1889)
- A magyar zene tudományos tárgyalása, a Magyar Tudományos Akadémia kiadása, Budapest, 1890.[7]
- Görög anthologiabeli epigrammák Ford. (Budapest, 1891)
- Codex Festi Farnesianus XLII tabulis expressus (Budapest, 1893) (facsimile)

### Fordítások
- Anakreon. Görögül és magyarul, Budapest, 1885.
- Görög anthologiabeli epigrammák,  Budapest, 1891.

## Róla, műveiről írták
- Ritoók Zsigmond: Ponori Thewrewk Emil. 1993. (A Múlt magyar tudósai)
- Tudós, aki a költészet zenéjéért élt, Kultúra.hu, 2008. augusztus 2.